# MOON JELLYFISH
《MOON JELLYFISH》是日本女子組合Flower的第14張單曲，於2017年4月26日由日本索尼音樂娛樂發行。

## 概要
與前作《Monochrome / Colorful》相隔約三個月後的單曲，2017年的第二張單曲。以「初回生產限定盤」、「通常盤」、「期間生產限定盤」三種版本發售。

## 收錄曲目

### 初回生產限定盤
| CD   | CD                            | CD | CD   | CD   | CD   |
| 曲序 | 曲目                          |    | 作曲 | 編曲 | 时长 |
| ---- | ----------------------------- | -- | ---- | ---- | ---- |
| 1.   | MOON JELLYFISH                |    |      |      | 4:22 |
| 2.   | 非常深綠色                    |    |      |      | 5:14 |
| 3.   | Colorul "a touch of jazz" mix |    |      |      | 4:19 |
| 4.   | MOON JELLYFISH (instrumental) | － | －   | －   | 4:16 |

DVD
1. 「MOON JELLYFISH」 MUSIC VIDEO

### 通常盤
1. MOON JELLYFISH
2. 非常深綠色
3. Colorul "a touch of jazz" mix
4. MOON JELLYFISH (instrumental)

### 期間生產限定盤
1. MOON JELLYFISH

## 外部連結
- YouTube上的Flower 『MOON JELLYFISH』
- Flower官方網站 （页面存档备份，存于） （日語）
- 官網唱片介紹
  - 《MOON JELLYFISH》【初回生產限定盤】 （页面存档备份，存于） （日語）
  - 《MOON JELLYFISH》【通常盤】 （页面存档备份，存于） （日語）
  - 《MOON JELLYFISH》【期間生產限定盤】 （页面存档备份，存于） （日語）